# Lijst van voetbalclubs aangesloten bij de Twentsche Voetbalbond
Dit is een lijst van voetbalclubs die aangesloten en/of actief zijn geweest bij de Twentsche Voetbalbond (TVB).
Vanaf 1940 waren clubs uit de regio van de Twentsche Voetbalbond automatisch lid van de Twentsche Voetbalbond zodra zij zich hadden ingeschreven bij de KNVB.

## Legenda
(1) achter de clubnaam - Zijn meerdere clubs met dezelfde naam geweest, echter zijn verschillende clubs.
   bij Lid sinds - Club is heropgericht of heringeschreven, echter de datum hiervan is onbekend.
   bij Lid tot - Club is uitgeschreven of opgeheven voor 1996, datum hiervan is echter onbekend.
—  bij Lid tot - Club is tot einde van de bond (1996) actief gebleven.
| Club                 | Plaats       | Lid sinds                     | Lid tot               | Bijzonderheden |
| -------------------- | ------------ | ----------------------------- | --------------------- | --- |
| VV Aadorp            | Aadorp       | 1917                          | februari 1941         | |
| AAV                  | Almelo       | oktober 1907                  | oktober 1913          | Was tot 1907 aangesloten bij de Centraal Overijsselsche Voetbalbond, heette tot 1908 De Tubanters                                                                      |
| CVV Achilles         | Enschede     | 1925 1930 september 1940      | 1928 september 1932 — | Was tussen 1928 en 1930 aangesloten bij de Enschedesche Voetbalbond en tussen 1932 en 1940 bij de CNVB                                                                 |
| Achilles '12         | Hengelo      | september 1940                | —                     | Was tot 1940 aangesloten bij de RKUVB |
| SV Almelo            | Almelo       | oktober 1916                  | —                     | |
| Almelosche Boys      | Almelo       | augustus 1922                 | juli 1933             | |
| Armania              | Glanerbrug   | november 1921                 | januari 1923          | |
| Armania              | Enschede     | september 1923                | juli 1933             | |
| ASS                  | Almelo       | 1922                          | juli 1933             | |
| Avanti               | Glanerbrug   | september 1940                | 1959                  | Was tot 1940 aangesloten bij de RKUVB, fuseerde in 1959 tot Avanti Wilskracht                                                                                          |
| Avanti Wilskracht    | Glanerbrug   | 1959                          | —                     | |
| AVV                  | Almelo       | november 1921                 | juli 1923             | |
| BEG                  | Hengelo      | september 1940                | oktober 1943          | Was tot 1940 aangesloten bij de RKUVB |
| Blauw Elf            | Hengelo      | juli 1914                     | februari 1918         | |
| Bonifacius Boys      | Haaksbergen  | september 1940                | —                     | Was tot 1940 aangesloten bij de RKUVB |
| BVV Borne            | Borne        | september 1912                | —                     | |
| RKSV Bornerbroek     | Bornerbroek  | september 1940                | —                     | Was tot 1940 aangesloten bij de RKUVB, stond eerder bekend onder de naam SVV                                                                                           |
| Brittannia           | Hengelo      | maart 1923                    | september 1923        | Opgegaan in VEL |
| BSV                  | Buurse       | augustus 1931                 | Vraag                 | |
| Butania              | Hengelo      | oktober 1913                  | november 1915         | |
| BVC                  | Borne        | oktober 1907                  | 1911                  | Was tot 1907 aangesloten bij de Centraal Overijsselsche Voetbalbond |
| KSV BWO              | Hengelo      | september 1940                | —                     | Was tot 1940 aangesloten bij de RKUVB |
| BZSV de Blauwwitters | Borne        | september 1940                | —                     | Was tot 1940 aangesloten bij de CNVB, heette tot 1975 BCSV |
| Cecilia              | Hengelo      | augustus 1922                 | oktober 1924          | |
| Dapper               | Enschede     | december 1921                 | januari 1926          | |
| VV Delden (1)        | Delden       | januari 1912                  | oktober 1913          | |
| VV Delden (2)        | Delden       | september 1920                | april 1922            | |
| SV Delden            | Delden       | oktober 1924                  | —                     | |
| VV DES               | Nijverdal    | september 1925 september 1940 | januari 1930 —        | Was tussen 1930 en 1940 aangesloten bij de CNVB |
| Dolphia              | Enschede     | -                             | 2004                  | |
| DOS '19              | Denekamp     | september 1940                | —                     | Was tot 1940 aangesloten bij de RKUVB onder naam DOS |
| DOS '38              | Vriezenveen  | september 1940                | —                     | Was tot 1940 aangesloten bij de CNVB onder naam DOS |
| DSV                  | Hengelo      |                               | oktober 1910          | Gefuseerd tot DSV uit Delden |
| DSV                  | Delden       | oktober 1910                  | Vraag                 | |
| DSVD                 | Deurningen   | september 1940                | —                     | Was tot 1940 aangesloten bij de RKUVB onder naam DVS |
| DTO '39              | Enschede     | maart 1942                    | 1993                  | |
| DVC                  | Delden       |                               | oktober 1910          | Gefuseerd tot DSV uit Delden |
| Eendracht            | Enschede     | september 1906                | maart 1909            | |
| Eendracht '37        | Rijssen      | september 1940                | juli 1942             | Was tot 1940 aangesloten bij de RKUVB onder de naam Eendracht |
| GVV Eilermark        | Glanerbrug   | september 1921                | —                     | |
| EMOS                 | Enschede     | september 1940                | —                     | Was tot 1940 aangesloten bij de RKUVB |
| SC Enschede          | Enschede     | augustus 1910                 | —                     | |
| Enschedese Boys      | Enschede     | september 1907                | —                     | Heette tot 1910 Excelsior |
| SV Enter             | Enter        |                               | —                     | Was tot 1939 aangesloten bij de RKUVB |
| Enter Vooruit        | Enter        | september 1940                | —                     | |
| EVU                  | Enschede     | oktober 1924                  | juli 1933             | |
| EVV                  | Enschede     | september 1902                | november 1917         | Heette tot okt 1907 Voorwaarts, in okt 1907 EFC |
| Excelsior '31        | Rijssen      | september 1940                | —                     | Was tot 1940 aangesloten bij de CNVB onder de naam Excelsior |
| Geel-Zwart           | Enschede     | september 1920                | —                     | |
| GFC                  | Goor         | 1908                          | —                     | |
| VV Glanerbrug (1)    | Glanerbrug   | november 1911                 | oktober 1916          | |
| VV Glanerbrug (2)    | Glanerbrug   | september 1921                | januari 1923          | |
| VV Glanerbrug (3)    | Glanerbrug   | juni 1923                     | —                     | |
| GOLTO                | Hengelo      | november 1922                 | 1955                  | Was tot 1922 aangesloten bij de RKUVB, in 1955 opgegaan in HVV Tubantia                                                                                                |
| VV Goor (1)          | Goor         |                               | oktober 1913          | |
| VV Goor (2)          | Goor         | oktober 1916                  | juli 1933             | |
| GSV                  | Goor         | november 1911                 | oktober 1913          | |
| GSV '40              | Glane        | februari 1941                 | —                     | |
| GVV                  | Goor         |                               | augustus 1911         | |
| VV Haaksbergen       | Haaksbergen  | oktober 1916                  | —                     | |
| SV Hector            | Goor         | oktober 1924                  | —                     | Heette tot december 1925 Goorsche Boys |
| VV Hellendoorn (1)   | Hellendoorn  | oktober 1920                  | augustus 1921         | |
| VV Hellendoorn (2)   | Hellendoorn  | maart 1923                    | 1952                  | |
| HVV Hengelo          | Hengelo      | september 1909                | —                     | |
| Hengelosche Boys (1) | Hengelo      | 1913                          | 1914                  | |
| Hengelosche Boys (2) | Hengelo      | oktober 1920                  | augustus 1921         | |
| AVC Heracles         | Almelo       | 1904                          | —                     | Tussen 1904 en 1907 waren het 2e en 3e elftal aangesloten bij de Centraal Overijsselsche Voetbalbond                                                                   |
| Hercules             | Glanerbrug   | 1901                          | juni 1910             | Opgegaan in SC Enschede |
| HGOVV                | Hengelo      | december 1927                 | maart 1935            | |
| VV Hoeve Vooruit     | Haaksbergen  | september 1940                | —                     | Was tot 1940 aangesloten bij de RKUVB |
| VV Holland           | Almelo       | juli 1914                     | Vraag                 | |
| Hollandia            | Almelo       | oktober 1907                  | Vraag                 | Was tot 1907 aangesloten bij de Centraal Overijsselsche Voetbalbond, stond ook bekend onder de naam Hollandia Voorwaarts                                               |
| VV Holten            | Holten       | maart 1923                    | november 1939 —       | Later heropgericht |
| HSC '21              | Haaksbergen  | september 1940                | —                     | Was tot 1940 aangesloten bij de RKUVB, heette tot 1968 RKHSC |
| HVAV                 | Hengelo      | februari 1939                 | mei 1941              | |
| HVC                  | Hengelo      | 1908                          | 1909                  | |
| JES                  | Enschede     | september 1923                | oktober 1924          | |
| SV Juliana '32       | Hengelo      | september 1940                | —                     | Was tot 1940 aangesloten bij de CNVB, heette tot maart 1941 Juliana, tussen maart 1941 en september 1941 Juliana H, tussen september 1941 en 1945 Juliana van Stolberg |
| Koningin Wilhelmina  | Almelo       | november 1899                 | 1900                  | |
| KOSC                 | Ootmarsum    | september 1940                | —                     | Was tot 1940 aangesloten bij de RKUVB |
| AVC La Première      | Almelo       | september 1912                | —                     | |
| VV Lonneker          | Lonneker     | februari 1924                 | 1946                  | |
| VV Losser            | Losser       | februari 1921                 | Vraag                 | |
| KVV Losser           | Losser       | september 1940                | —                     | |
| Lossersche Boys      | Losser       | maart 1923                    | november 1923         | |
| Luctor et Emergo     | Almelo       | januari 1918                  | november 1925         | |
| AVC Luctor et Emergo | Almelo       | februari 1933                 | —                     | |
| Luctor et Emergo     | Enschede     |                               | november 1917         | |
| VV Markelo           | Markelo      | februari 1929                 | juli 1933             | |
| MVV '29              | Harbrinkhoek | september 1940                | —                     | Was tot 1940 aangesloten bij de RKUVB, heette tot april 1941 MVV |
| RKSV NEO             | Borne        | september 1940                | —                     | Was tot 1940 aangesloten bij de RKUVB |
| SV Nijverdal         | Nijverdal    | januari 1923                  | —                     | |
| VV Nijverdal         | Nijverdal    | september 1912                | januari 1923          | |
| NKS                  | Hengelo      | september 1920                | oktober 1935          | |
| NVC                  | Neede        | oktober 1916                  | februari 1926         | |
| ODV                  | Almelo       | oktober 1936                  | oktober 1941          | Was eerder aangesloten bij de Arbeiders Voetbalbond Holland |
| OFC                  | Oldenzaal    | september 1906                | november 1917         | |
| VV Oldenzaal         | Oldenzaal    | 1916                          | —                     | |
| Oldenzaalsche Boys   | Oldenzaal    | november 1921                 | januari 1926          | |
| Ontwikkeling         | Hengelo      | oktober 1922                  | juli 1933             | |
| De Oosterlingen      | Almelo       | november 1911                 | oktober 1913          | |
| VV Ootmarsum         | Ootmarsum    | september 1928                | Vraag                 | |
| AVC Oranje Nassau    | Almelo       | 1902                          | juli 1916             | 2e elftal was tussen 1904 en 1907 aangesloten bij de Centraal Overijsselsche Voetbalbond                                                                               |
| Oranje Nassau        | Almelo       | september 1920                | januari 1926          | |
| Oranje Nassau Almelo | Almelo       | september 1940                | —                     | Was tot 1940 aangesloten bij de CNVB |
| OSV '31              | Overdinkel   | september 1940                | —                     | Was tot 1940 aangesloten bij de RKUVB, heette tot november 1941 OSV |
| VV Overdinkel        | Overdinkel   | september 1920                | oktober 1939          | |
| VV Overijssel        | Hengelo      | november 1911                 | oktober 1913          | |
| PH Almelo            | Almelo       | september 1940                | —                     | Was tot 1940 aangesloten bij de RKUVB |
| Phenix               | Almelo       | september 1922                | september 1924        | |
| Phenix               | Enschede     | 1904                          | 1910                  | Gefuseerd tot Sportclub Enschede |
| EVV Phenix           | Enschede     | 1902                          | —                     | Heette tot 1922 Voorwaarts, tussen 1922 en 1924 Fiks of Niks |
| PJ                   | Losser       | september 1922                | —                     | Heette tussen 1941 en 1945 Lossersche Boys |
| PVB                  | De Pollen    | september 1940                | maart 1943            | Was tot 1940 aangesloten bij de CNVB |
| EFC PW 1885          | Enschede     | november 1899                 | —                     | Ook bekend als PW |
| Quick '20            | Oldenzaal    | september 1940                | —                     | Was tot 1940 aangesloten bij de RKUVB, heette tot november 1941 RKSV Quick                                                                                             |
| Quick                | Enschede     | september 1907                | Vraag                 | |
| SV Rietvogels        | Almelo       | april 1939                    | —                     | Was tot 1939 aangesloten bij de NASB onder de naam Eendracht |
| VV Rigtersbleek      | Enschede     | juli 197                      | —                     | |
| VV Rijssen Vooruit   | Rijssen      | oktober 1916                  | —                     | |
| Robur et Velocitas   | Enschede     | september 1906                | Vraag                 | |
| VV Rood Zwart        | Delden       | september 1940                | —                     | Was tot 1940 aangesloten bij de RKUVB |
| VV Roombeek          | Enschede     | januari 1923                  | —                     | |
| RSC                  | Rossum       | september 1940                | maart 1942            | Was tot 1940 aangesloten bij de RKUVB |
| Saasveldia           | Saasveld     | september 1940                | —                     | Was tot 1940 aangesloten bij de RKUVB |
| Soppendorp           | Enschede     | februari 1924                 | juni 1926jun 1926     | |
| SOS                  | Hellendoorn  | september 1940                | —                     | Was tot 1940 aangesloten bij de RKUVB onder de naam Excelsior |
| Sparta (1)           | Hengelo      | september 1905                | Vraag                 | |
| Sparta (2)           | Hengelo      | september 1920                | Vraag                 | |
| Sparta               | Wierden      | oktober 1907                  | Vraag                 | Was tot 1907 aangesloten bij de Centraal Overijsselsche Voetbalbond |
| CVV Sparta Enschede  | Enschede     | september 1940                | september 1932 —      | Was eerder aangesloten bij de Enschedesche Voetbalbond, tussen 1932 en 1940 bij de CNVB, heette tot 1942 Sparta tussen 1942 en 1945 CSE                                |
| Spartacus            | Enschede     | september 1906                | november 1917         | Heette tot 1911 Sparta, tussen 1911 en 1912 De Spartanen |
| Sportlust Glanerbrug | Glanerbrug   | 1931 september 1940           | september 1932 —      | Was tussen 1932 en 1940 aangesloten bij de CNVB |
| SSSE                 | Eibergen     | september 1940                | —                     | Was tot 1940 aangesloten bij de CNVB, heette tot dec 1941 SSS |
| STB                  | Enschede     | oktober 1936                  | 1943                  | Opgegaan in VV Zuid Eschemarke |
| RKVV STEVO           | Geesteren    | september 1940                | —                     | Was tot 1940 aangesloten bij de RKUVB |
| SVVN                 | Nijverdal    | september 1940                | —                     | Was tot 1940 aangesloten bij de CNVB, heette tot 1946 Volharding |
| Swift Enschede       | Enschede     | oktober 1907                  | Vraag                 | |
| TAR                  | Losser       | januari 1926                  | —                     | |
| TCS                  | Almelo       | februari 1929                 | juni 1931             | |
| Teutonia (1)         | Denekamp     | september 1919                | november 1920         | |
| Teutonia (2)         | Denekamp     | augustus 1931                 | oktober 1945          | Heette tot april 1933 VVD |
| De Tubanters 1897    | Enschede     | 1899                          | —                     | |
| HVV Tubantia         | Hengelo      | 1900                          | —                     | Heette tot 1902 Koningin Wilhelmina |
| RKSV De Tukkers      | Albergen     | september 1940                | —                     | |
| TVC '28              | Tubbergen    | september 1940                | —                     | Was tot 1940 aangesloten bij de RKUVB onder de naam TVC |
| TVO                  | Beckum       | september 1940                | —                     | Was tot 1940 aangesloten bij de RKUVB |
| VV Twenthe (1)       | Almelo       | november 1916                 | december 1918         | |
| VV Twenthe (2)       | Almelo       | oktober 1916                  | augustus 1927         | |
| VV Twenthe           | Hengelo      | 1905                          | november 1915         | |
| VV Twenthe           | Goor         | september 1940                | —                     | Was tot 1940 aangesloten bij de RKUVB, heette tussen 1942 en 1955 Goor Vooruit                                                                                         |
| VV Twenthe           | Oldenzaal    | februari 1929                 | september 1937        | |
| VV UD Weerselo       | Weerselo     | september 1940                | —                     | Was tot 1940 aangesloten bij de RKUVB |
| UDI Enschede         | Enschede     | oktober 1935                  | —                     | Was tot 1935 aangesloten bij de AVBH |
| VV Unisson (1)       | Boekelo      | september 1912                | juli 1914             | |
| VV Unisson (2)       | Boekelo      | oktober 1919                  | —                     | |
| VDO                  | Borne        | september 1920                | oktober 1936          | Heette tot januari 1921 Excelsior |
| VEL                  | Hengelo      | februari 1921                 | januari 1926          | |
| Venus                | Hengelo      | augustus 1911                 | november 1915         | |
| Victoria             | Enschede     | september 1907                | Vraag                 | |
| VV Victoria '28      | Enschede     | september 1940                | —                     | Was tot 1940 aangesloten bij de RKUVB, heette tot november 1942 Victoria,                                                                                              |
| Vita                 | Overdinkel   | oktober 1923                  | maart 1942            | Was tot 1922 aangesloten bij de RKUVB |
| RKSV VOGIDO          | Enschede     | september 1940                | —                     | Was tot 1940 aangesloten bij de RKUVB |
| Volharding           | Almelo       |                               | september 1910        | |
| Voorwaarts           | Almelo       | juli 1914                     | Vraag                 | |
| Voorwaarts           | Hellendoorn  | november 1911                 | Vraag                 | |
| VOP                  | Glanerbrug   | september 1920                | juli 1933             | |
| VOSTA                | Enschede     | september 1940                | —                     | Was tot 1940 aangesloten bij de RKUVB |
| VV Vriezenveen (1)   | Vriezenveen  | juli 1914                     | Vraag                 | |
| VV Vriezenveen (2)   | Vriezenveen  | november 1921                 | juli 1933             | |
| VSS                  | Enter        | 1923                          | maart 1942            | |
| VVT                  | Enschede     | oktober 1935                  | januari 1938          | |
| WVV Wierden          | Wierden      | januari 1917                  | —                     | |
| Wierdensche Boys     | Wierden      | oktober 1932                  | augustus 1935         | |
| SV Wilhelminaschool  | Hengelo      | september 1921                | —                     | Heette tussen 1941 en 1945 VV De School |
| WVV '34              | Hengevelde   | september 1940                | —                     | Was tot 1940 aangesloten bij de RKUVB onder de naam WVV |
| WWS                  | Enschede     | januari 1940                  | Vraag                 | |
| VV Zuid Eschmarke    | Enschede     | juli 1941                     | —                     | |
| VV Zwart Rood        | Enschede     | oktober 1935                  | Vraag                 | |
| VV De Zweef          | Nijverdal    | juli 1914                     | Vraag                 | |
| RKSV De Zweef        | Nijverdal    | 1921 september 1940           | april 1926 1942 —     | Heette in 1920 Hercules, tot 1923 Victoria, was tussen 1926 en 1940 aangesloten bij de RKUVB, tijdens de oorlog teruggetrokken                                         |